# Sperata acicularis
Sperata acicularis is een straalvinnige vissensoort uit de familie van de stekelmeervallen (Bagridae). De wetenschappelijke naam van de soort is voor het eerst geldig gepubliceerd in 1999 door Ferraris & Runge.